# ظرف مختوم
ظرف مختوم، أو المظروف المختوم أو مظروف القرطاسية البريدية (PSE) هو ظرف مطبوع أو منقوش عليهِ إشارة تشير إلى الدفع المسبق للطوابع البريدية. وهو شكل من أشكال القرطاسية البريدية.

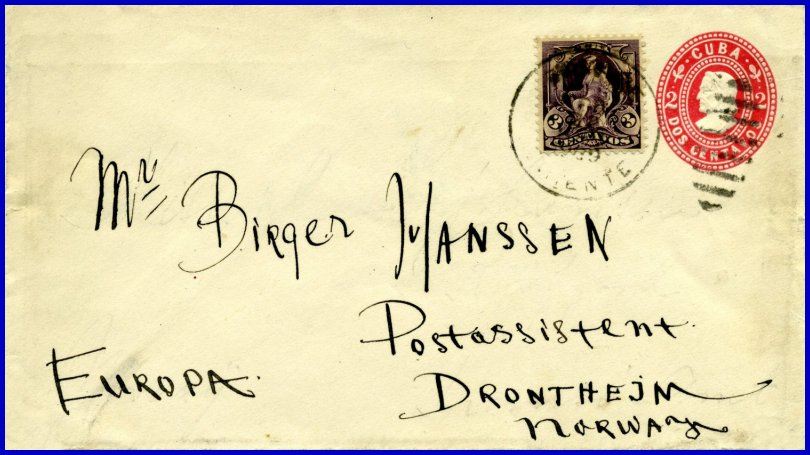
ظرف مختوم بختم 2 سنتافوس عليهِ إشارة كولومبوس منقوشة وطابع بريدي ذاتي اللصق 3 سنتات من كوبا إلى النرويج حوالي عام 1904

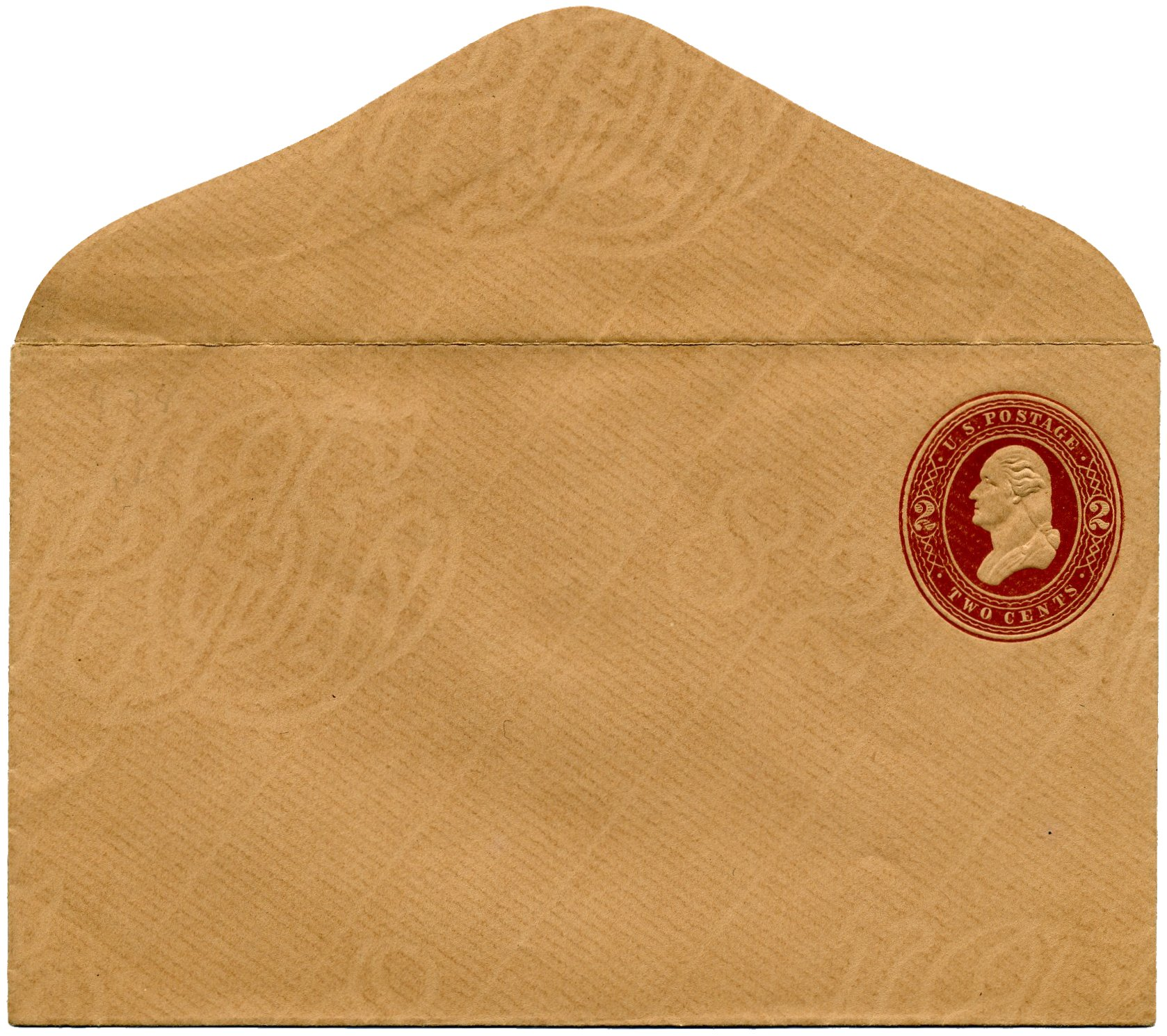
ظرف قرطاسية بريدية أمريكية ملونة بلون الظبي، مقاس UPSS 7، وعلامة مائية 6، مغطى بالورق من سلسلة بليمبتون لعام 1883.

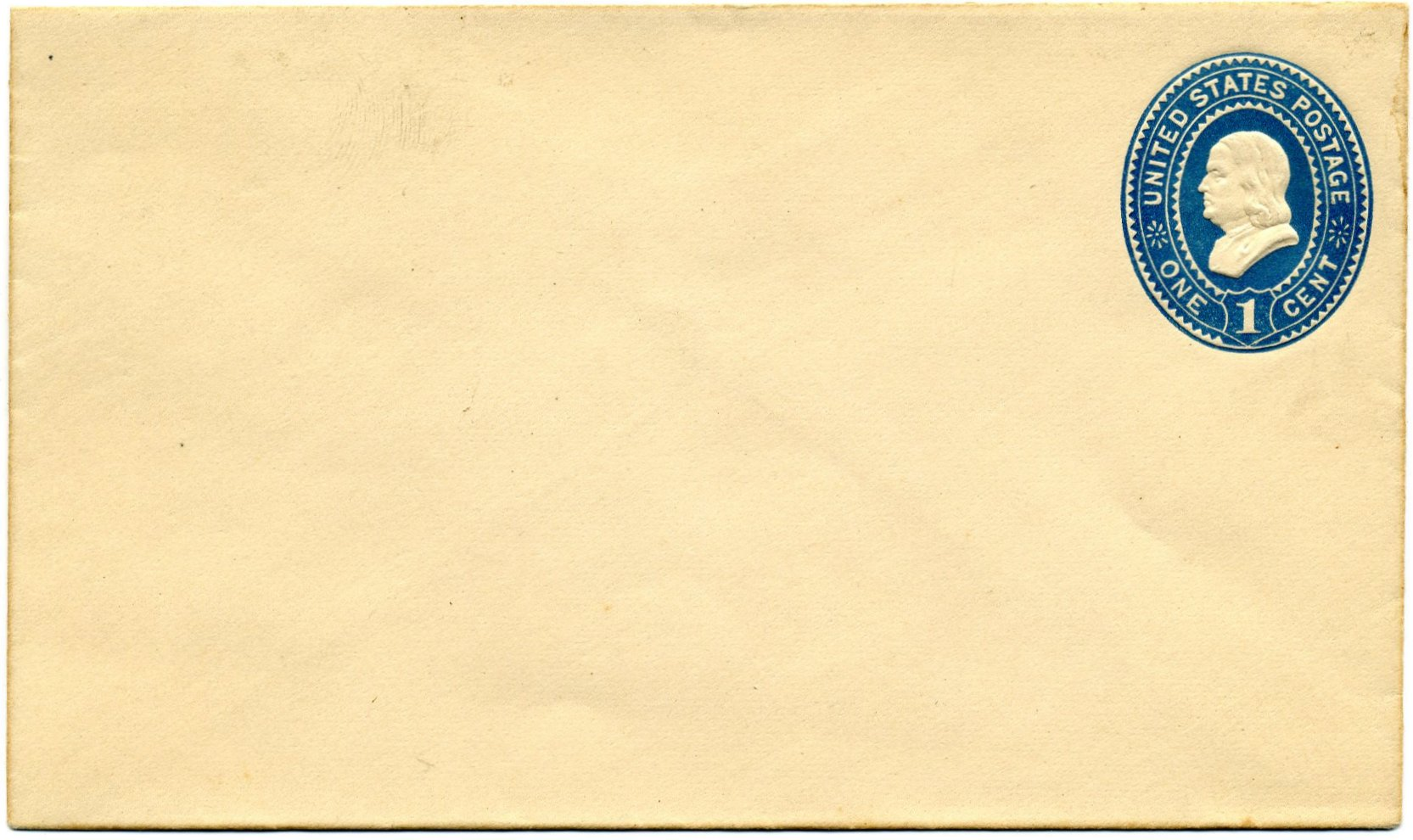
مظروف مختوم من الولايات المتحدة عام 1876

## المملكة المتحدة
مجموعة شيربورن ضمن مجموعات طوابع البريد بالمكتبة البريطانية، هي مجموعة مهمة من أظرف الملكة فيكتوريا ذات الطوابع الوردية المنقوشة من عام 1841-1885. قام بتشكيل المجموعة سي ديفيس شيربورن وتبرع بها إلى المتحف البريطاني في عام 1913.

## الولايات المتحدة
في أغسطس 1852، أجاز قانون صادر عن كونغرس الولايات المتحدة لمدير عام البريد الأمريكي توفير "مظاريف رسائل مناسبة تحمل علامات مائية أو غيرها من وسائل الحماية من التزوير، مع إضافة قيمة أو فئة الطوابع البريدية المطبوعة أو المختوم عليها...." كانت النتيجة الأولى هي إصدارات نيسبيت لعام 1853 من الأظرف المختومة، والتي سُميت على اسم المقاول الخاص الذي أنتجها لصالح الحكومة. عندما يتم الجمع بين أحجام الأظرف المختلفة والألوان والقوالب المستخدمة في طباعة العلامات والفئات، فإن هناك آلاف الأظرف المختومة المختلفة التي طبعت للولايات المتحدة.

## هواة جمع الأظرف المختومة

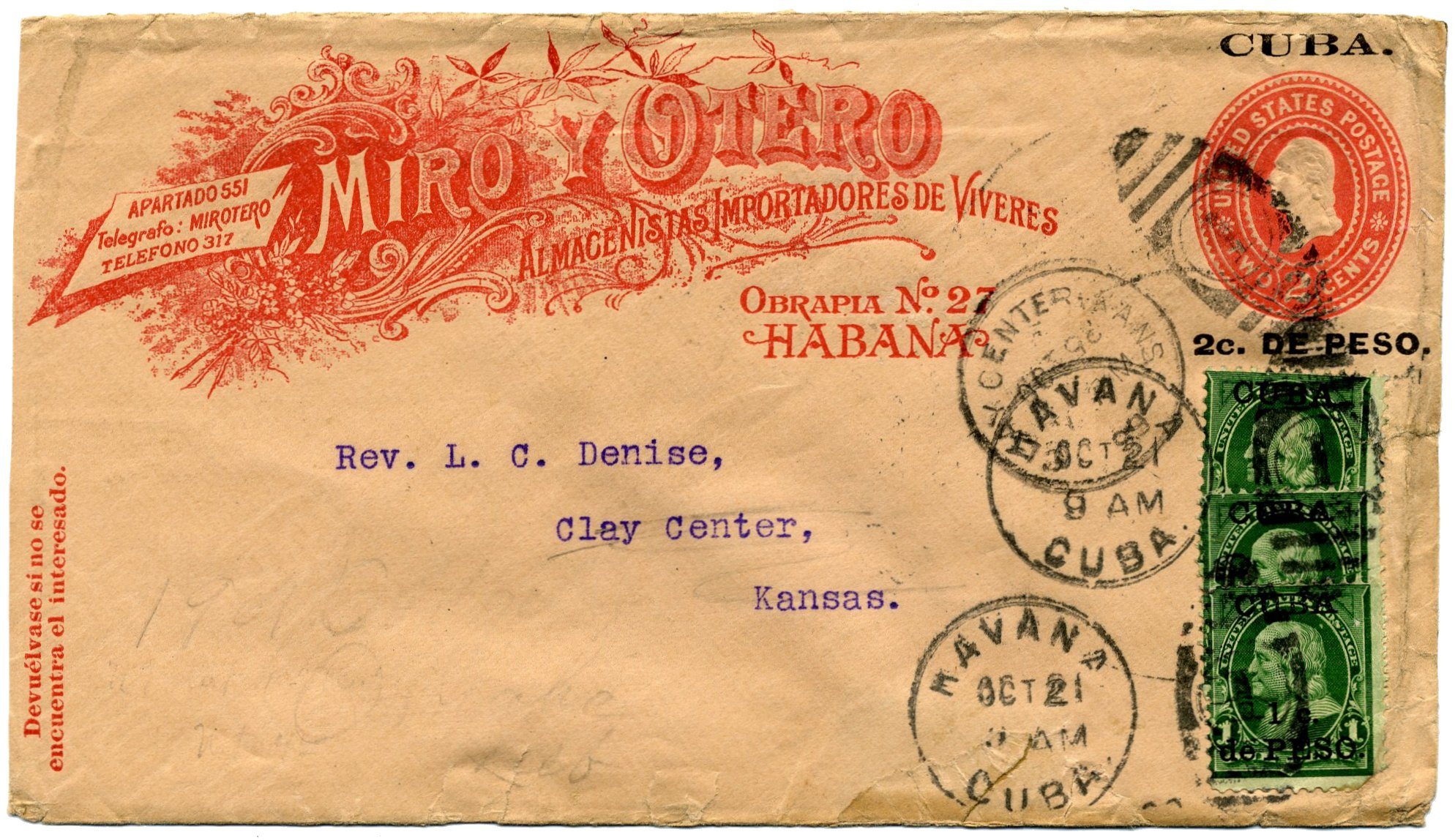
ظرف بريدي من عام 1899 مع بطاقة زاوية بطلب خاص مطبوع عليها، طلب خاص لميرو إي أوتيرو من كوبا التي تحتلها الولايات المتحدة.

يستخدم هواة جمع الأظرف المختومة فهرسًا لمعرفة الصادر منها. وكان سيجفريد آشر أول من حاول توثيق جميع القرطاسية البريدية لجميع البلدان بشكل شامل بما في ذلك الأظرف المختومة.
وتلاه بعد حوالي 40 عامًا دليل وفهرس هيغنز وغيج للقرطاسية البريدية العالمية. وعلى الرغم من أنه أصبح قديمًا الآن، إلا أنه لا يزال يُستشهد به كثيرًا لأنه يغطي جميع البلدان ولم يؤلف أي فهرس شامل آخر منذ ذلك الحين. يصف كتالوج هيغنز وغيج، كما هو معروف، الأظرف المختومة حسب حجم الظرف، والعلامات المصورة وقيمها، وبعض البطاقات الزاوية، بينما يتجاهل أحياناً لون الظرف.
وكان دليل سكوت للطوابع هو دليل الولايات المتحدة بلون ظرف الولايات المتحدة وقيمة الدلالة وهو مثالي للتعامل مع المربعات المقطوعة، ولكنه لا يحتوي على المعلومات اللازمة لجمع الاستحقاقات، أي الظرف بأكمله. لدى الجمعية المتحدة للقرطاسية البريدية كتابان منشوران يفهرسان المظاريف المختومة في الولايات المتحدة. يصف هذان الكتابان جميع المعايير الأخرى المذكورة بالإضافة إلى سكين المظروف مما يجعلهما أكثر فهارس المظاريف المختومة في الولايات المتحدة اكتمالاً.
حصل توثيق القرطاسية البريدية البريطانية حتى عام 1970 توثيقًا شاملًا، وشركة إيديفيل هي شركة إسبانية لديها قوائم شاملة للأظرف المختومة لإسبانيا وكوبا والفلبين وبورتوريكو.
القرطاسية البريدية الأسترالية مغطاة بفهرس من بروسدن وايت. "فهرس المتخصصين في الكومنولث الأسترالي: القرطاسية البريدية بما في ذلك الأقاليم الأسترالية" صدر لأول مرة في عام 2013. وفي عام 2018 صدرت طبعة ثانية منقحة بالكامل. وهو مصور بالكامل، وهو العمل المرجعي الأكثر شمولاً لهذه الإصدارات الأسترالية.
تجمع معظم المظاريف المختومة على أنها استمارات. في القرن التاسع عشر كانت الممارسة المتبعة هي جمع المربعات المقطوعة (أو المقطوعة في المملكة المتحدة). والتي تضمنت قطع العلامة المنقوشة من مظروف بريدي. وقد أدى ذلك إلى إتلاف المظروف. نتيجةً لذلك، لا يمكن للمرء أن يعرف من المربع المقطوع ما هو المظروف المحدد الذي جاء منهُ، وفي كثير من الأحيان، معلومات الإلغاء. تخفي طريقة قص المظروف المختوم قبل الطي (أي سكينه) على المربع المقطوع. يختفي حجم الظرف أيضًا مع المربع المقطوع.
في جمع الاستحقاقات، قد تظهر إشارة واحدة على العديد من أحجام المظاريف المختلفة. وقد أصدرت بعض الدول نفس المؤشر على أنواع مختلفة من الورق: الورق المسطح والمنسوج. وبالمثل من الشائع أن تُنقش نفس الإشارة على ورق من عدة ألوان مختلفة. أخيرًا، يمكن أن يكون لظرفين من نفس الحجم حجم الظرف الواحد حجم رفرف مختلف مما يشير إلى أنهما قُطعا من سكين مختلف. ونادرًا ما قد يظهر لون غير مفهرس، أو قد يظهر لون غير مفهرس، أو قد تظهر علامة إزاحة أو إشارة طي المظروف من الداخل للخارج، وفي هذه الحالة تكون قد وجدت شيئًا ذا قيمة. كل هذه السمات تتعلق بالأظرف الناضجة أو غير المستخدمة. عندما تضيف ختمًا بريديًا من مظروف مستعمل إلى هذا المزيج، فإن احتمالات التجميع تتضاعف. لقد تغيرت الموضة التي كانت سائدة في السابق، لأن العديد من هواة جمع الطوابع البريدية المستعملة يبدو أنهم يجدون مجموعات الطوابع المستعملة أكثر إثارة للاهتمام.
تحتوي بعض مظاريف القرطاسية البريدية على بطاقة زاوية، وهي عبارة عن عنوان إرجاع مطبوع على المظروف، وعادةً ما يكون في الزاوية العلوية اليسرى. يمكن أن يتراوح ذلك من مجرد تدوين بسيط للمدينة والبلد إلى إعلان مصور متقن عن عمل تجاري. توضع بطاقات الزاوية إما عن طريق مطبعة ما بعد البيع أو عن طريق التعامل مع الجهة الحكومية ذات الصلة التي تنتج الأظرف المختومة.